# David Wagner (Kryptologe)

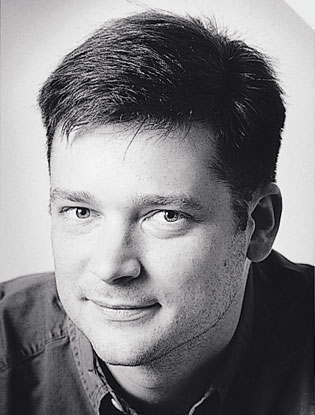
David Wagner

David A. Wagner (* 1974) ist ein US-amerikanischer Informatiker, Experte für Kryptographie und Computersicherheit.
Wagner hat sich mit der Entwicklung von Verschlüsselungsalgorithmen (Twofish) und Kryptanalyse (Boomerang Angriff, Angriff des WEP-Protokolls usw.) beschäftigt. Er hat mit Bruce Schneier und John Kelsey gearbeitet und ist jetzt Professor an der Universität Berkeley.